# 馬歇爾島擬雀鯛
馬歇爾島擬雀鯛（学名：Pseudochromis marshallensis），又名馬島擬雀鯛、准雀鯛、紅獅公、紅貓仔，为輻鰭魚綱鱸形目鱸亞目擬雀鯛科擬雀鯛屬下的一个种，為熱帶海水魚，分布西太平洋區，從菲律賓、台灣南部至萬那杜、澳洲西北部至新喀里多尼亞、加羅林群島、馬紹爾群島至密克羅尼西亞海域，深度0-30公尺，本魚體延長而側扁，頭部及身體呈褐色，尾鰭黃色，魚鱗鑲黃斑，形成數列縱項斑紋，背鰭硬棘3枚；背鰭軟條24-27枚；臀鰭硬棘3枚；臀鰭軟條11-14枚，體長可達8公分，棲息在珊瑚礁、岩礁區，具有強烈的地域性，屬肉食性，生活習性不明。

## 扩展阅读
- 維基物種上的相關：馬歇爾島擬雀鯛